# Hans Nänny
Hans Nänny (Hundwil, 2 april 1914 - Bühler, 17 september 1993) was een Zwitsers ondernemer, rechter en politicus voor de Vrijzinnig-Democratische Partij (FDP/PRD) uit het kanton Appenzell Ausserrhoden. Hij zetelde van 1963 tot 1975 in de Kantonsraad.

## Biografie
Hans Nänny volgde handelsstudies in Sankt Gallen en was ondernemer in een kist- en kartonfabriek. Hij was tevens voorzitter van de gemeentelijke (1944-1950), districts- (1952-1954) en kantonnale rechtbanken (1954-1964). Vervolgens was hij van 1964 tot 1978 was hij lid van de Kantonsraad van Appenzell Ausserrhoden, het kantonnaal parlement van Appenzell Ausserrhoden. Na de parlementsverkiezingen van 1963 (met herverkiezingen in in 1967 en in 1971) zetelde hij van 2 december 1963 tot 30 november 1975 in de federale Kantonsraad, waar hij voorzitter was van de commissie Financiën en zetelde in de Militaire commissie en de parlementaire onderzoekscommissie naar het Mirageschandaal.